# Fulerenă

Nanotub având o structură de fulerenă aflat într-o rotație simulată înfățișând structura sa tridimensională.

Fulerenele reprezintă o clasă de compuși de atomi de carbon, care prezintă per ansamblul structurii fie forme sferice de tip dom geodezic (C60, C540), fie forme cilindrice de "tip cușcă" (nanotuburile). Această clasă de substanțe este considerată, alături de carbonul amorf, grafitul și diamantul o formă alotropică distinctă a carbonului. Din punct de vedere al legăturilor chimice dintre atomii de carbon constituenți, fulerenele sunt înrudite structural cu grafitul.

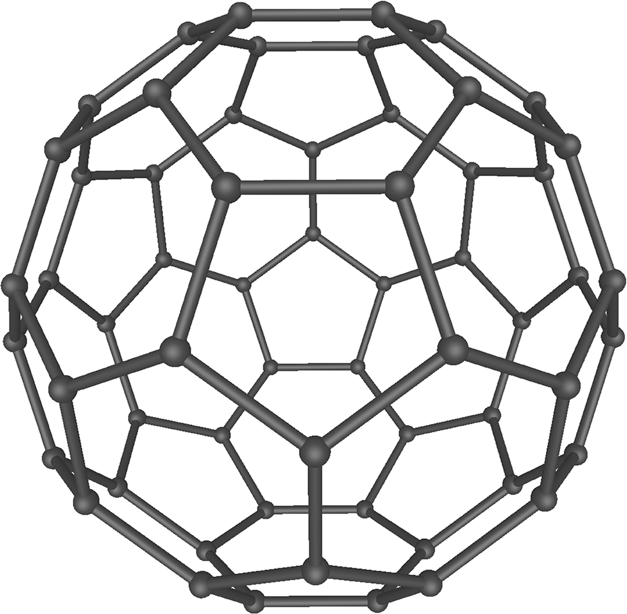
Domul geodezic al lui Fuller.

## Scurt istoric

### Fuller, Bauersfeld, Krote, Smalley și Curl
Numele acestei familii de compuși ai carbonului provine de la numele americanului Richard Buckminster Fuller, care, deși nu a fost creatorul primului domului geodezic, a fost totuși primul care s-a referit la astfel de structuri, atât în arhitectură, cât și în chimie. De fapt, realizatorul primului dom arhitectural, ce putea fi numit „geodezic”, a fost germanul Walther Bauersfeld,, inginerul șef al companiei Carl Zeiss Jena, realizatorul unui planetariu din orașul Jena. 
Fulerenele, ca și o clasă aparte de substanțe chimice, au fost descoperite și apoi făcute cunoscute prin publicare de către Harold Kroto, Richard Smalley și Robert Curl, în 1985, la Rice University, fapt pentru care au primit Premiul Nobel pentru chimie în 1996.

### Reprezentanți
Principalul reprezentant al clasei este fulerena C60, care are 60 de atomi de carbon aranjați într-o structură de icosaedru trunchiat. Unul din cele 12 poliedre arhimedice, icosaedrul trunchiat este un poliedru cu 12 fețe pentagonale și 20 de fețe hexagonale. Structura este extrem de asemănătoare cu cea a unei mingi de fotbal moderne, a cărei formă a fost inspirată de domul geodezic a lui Fuller. C60 este cea mai mică fulerenă stabilă (cu fețe pentagonale non-adiacente și alternativ hexagonale).
O clasă de compuși strâns înrudiți, practic fulerene mult alungite, sunt nanotuburile de carbon, descoperite după 1991 de către japonezul Sumio Iijima, specialist în microscopie electronică.

### Proprietăți
Fulerenele prezintă următoarele proprietăți fizice:
- solide negre
- opace
- duritate mică
- slab conducătoare de căldură și electricitate
- solubile în benzină
- q=1,75-2,19 g/cm3

## Alte articole conexe
- Ardere
- Dom geodezic
- Fulerenă superioară
- Funingine
- Fum